# فيغا (مغنية)
فيغا (بالإسبانية: Vega)‏ هي مغنية مؤلفة ومغنية إسبانية، ولدت في 18 فبراير 1979 في قرطبة في إسبانيا.

## وصلات خارجية
- الموقع الرسمي
- فيغا على موقع ميوزك برينز (الإنجليزية)
- فيغا على موقع ديسكوغز (الإنجليزية)